# Урадаколоб
Урадаколоб — село в Шамильском районе Дагестана. Входит в состав сельского поселения «Сельсовет „Урадинский“».

## Географическое положение
Расположено в 6 км к югу от районного центра села Хебда.

## Население
| 1926 | 1939 | 2002 | 2010 | 2021 |
| ---- | ---- | ---- | ---- | ---- |
| 16   | ↗208 | ↘0   | ↗7   | ↘0   |